# Синяя линия (метрополитен Лос-Анджелеса)
Синяя линия (англ. Blue Line) — первая из 6 линий метрополитена Лос-Анджелеса. Сейчас она соединяет центр Лос-Анджелеса и Лонг-Бич. Её длина — 35,4 км.

## История
Открыта в 1990 году. Это первая линия легкорельсового транспорта в Лос-Анджелесе. Имеет одноуровневые пересечения с улицами.

## Карта и станции
На линии располагаются 22 станции.
| Название               | Пересадки                                  | Дата открытия   |
| ---------------------- | ------------------------------------------ | --------------- |
| 7th Street             | Красная линия Фиолетовая линия Линия Экспо | 15 февраля 1991 |
| Pico                   | Линия Экспо                                | 14 июля 1990    |
| Grand/LATTC            |                                            | 14 июля 1990    |
| San Pedro St           |                                            | 14 июля 1990    |
| Washington             |                                            | 14 июля 1990    |
| Vernon                 |                                            | 14 июля 1990    |
| Slauson                |                                            | 14 июля 1990    |
| Florence               |                                            | 14 июля 1990    |
| Firestone              |                                            | 14 июля 1990    |
| 103rd Street           |                                            | 14 июля 1990    |
| Willowbrook/Rosa Parks | Зеленая линия                              | 14 июля 1990    |
| Compton                |                                            | 14 июля 1990    |
| Artesia                |                                            | 14 июля 1990    |
| Del Amo                |                                            | 14 июля 1990    |
| Wardlow                |                                            | 14 июля 1990    |
| Willow                 |                                            | 14 июля 1990    |
| Pacific Coast Highway  |                                            | 14 июля 1990    |
| Anaheim                |                                            | 14 июля 1990    |
| 5th Street             |                                            | 1 сентября 1990 |
| 1st Street             |                                            | 1 сентября 1990 |
| Pacific                |                                            | 1 сентября 1990 |
| Downtown Long Beach    |                                            | 1 сентября 1990 |

## Галерея

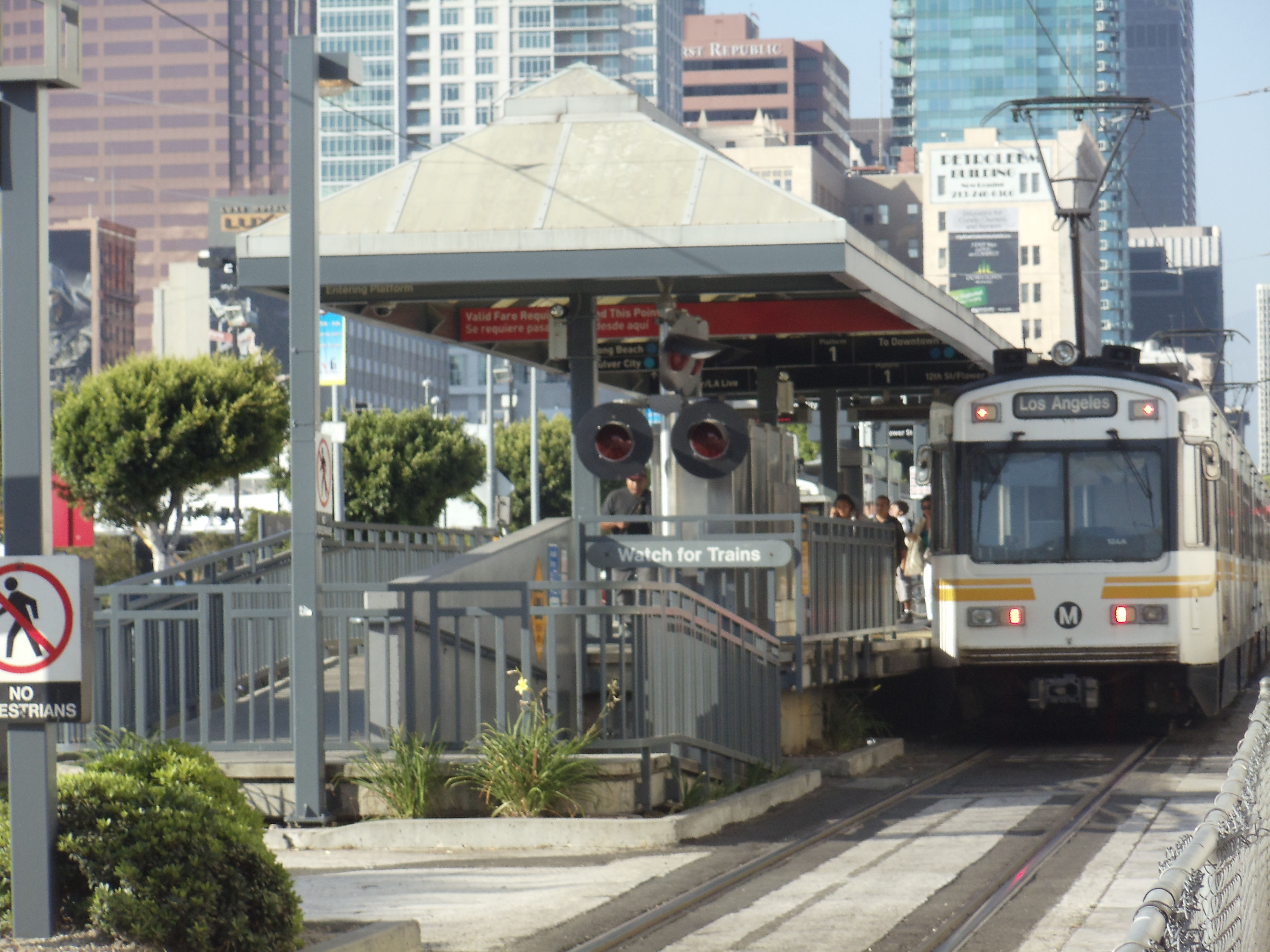
Пико.
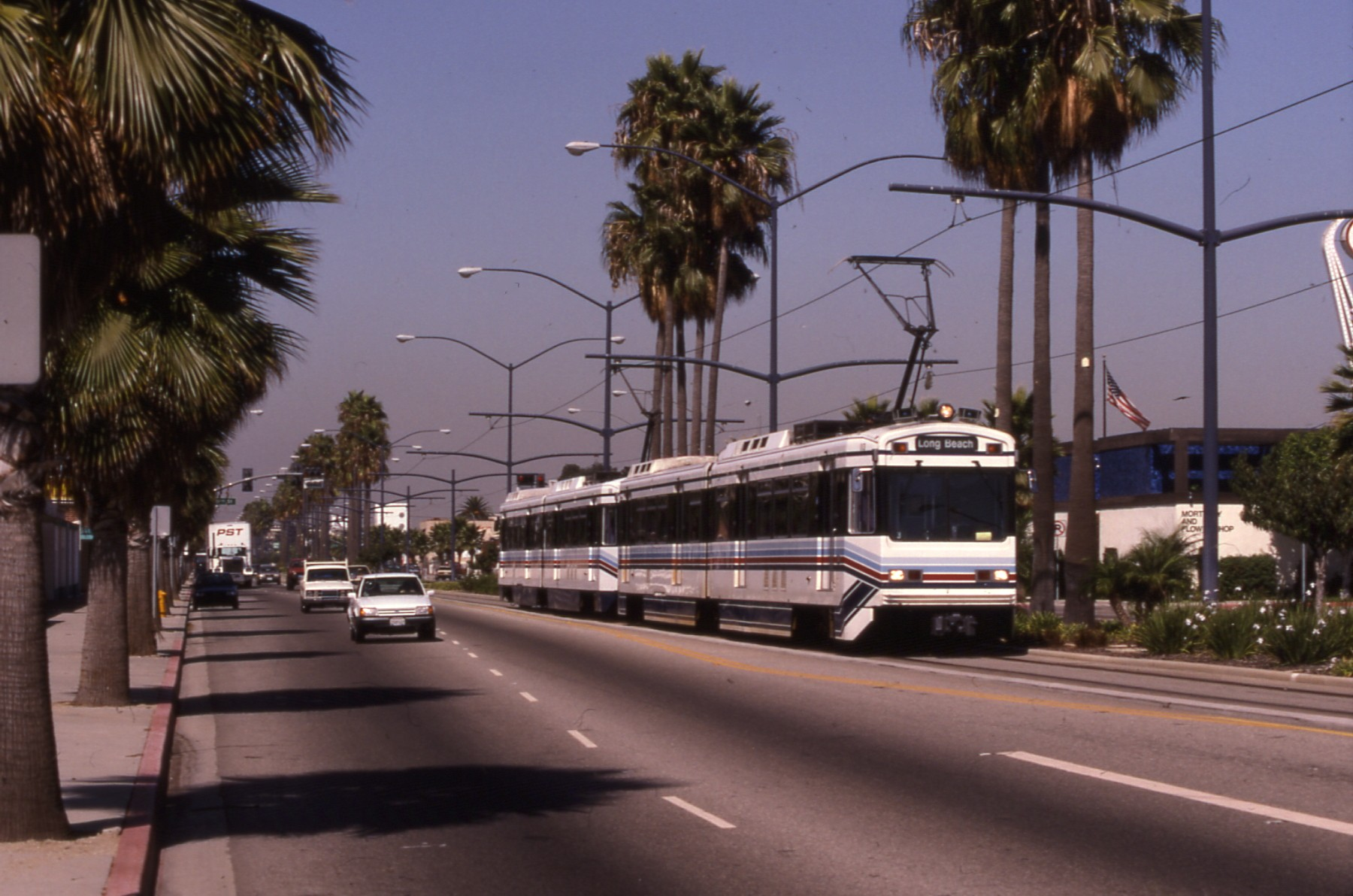
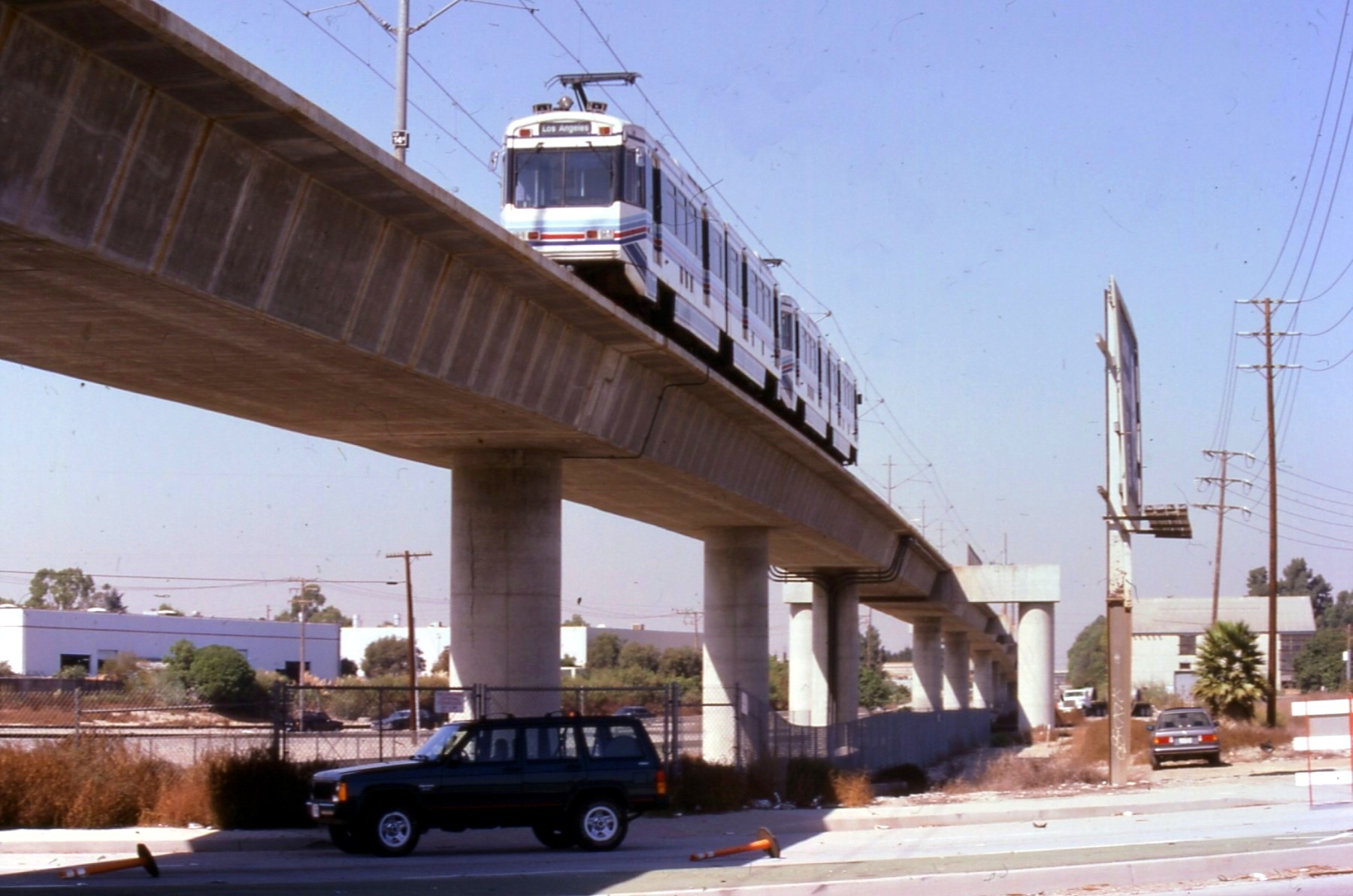
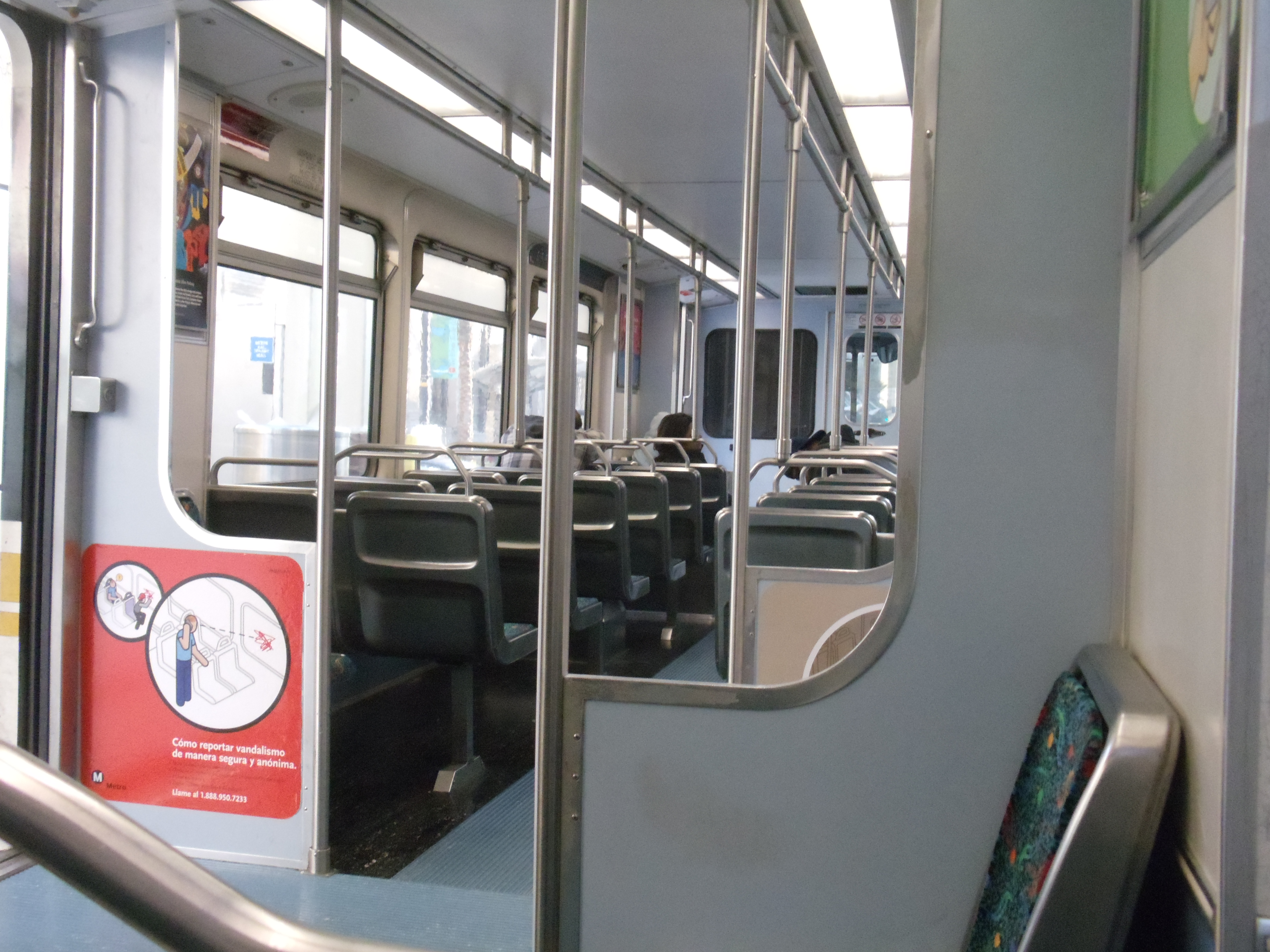